# Hiszpańscy posłowie do Parlamentu Europejskiego 2004–2009
Hiszpańscy posłowie VI kadencji do Parlamentu Europejskiego zostali wybrani w wyborach przeprowadzonych 13 czerwca 2004. Pod koniec kadencji dwa mandaty przypadające Hiszpańskiej Socjalistycznej Partii Robotniczej pozostały nieobsadzone.

## Lista posłów
Wybrani z listy Hiszpańskiej Socjalistycznej Partii Robotniczej
- David Hammerstein Mintz (wybrany z połączonej listy PSOE-Els Verds we Wspólnocie Walencji, zasiadał we frakcji Zielonych)
- Martí Grau i Segú, poseł do PE od 8 kwietnia 2008
- Inés Ayala Sender
- Maria Badia i Cutchet
- Enrique Barón Crespo
- Josep Borrell
- Alejandro Cercas Alonso
- Bárbara Dührkop Dührkop
- Juan Fraile Cantón, poseł do PE od 8 kwietnia 2008
- Vicente Miguel Garcés Ramón, poseł do PE od 27 września 2007
- Iratxe García Pérez
- Miguel Ángel Martínez Martínez
- Antonio Masip Hidalgo
- Manuel Medina Ortega
- Emilio Menéndez del Valle
- Rosa Miguélez Ramos
- Javier Moreno Sánchez
- Raimon Obiols i Germà
- Francisca Pleguezuelos Aguilar
- Teresa Riera Madurell
- Antolín Sánchez Presedo
- María Sornosa Martínez
- Luis Yáñez-Barnuevo García

2 mandaty przypadające PSOE pod koniec kadencji pozostały nieobsadzone.
Wybrani z listy Partii Ludowej
- Pilar Ayuso González
- Daniel Bautista, poseł do PE od 26 marca 2009
- Luis de Grandes Pascual
- Pilar del Castillo Vera
- Agustín Díaz de Mera García-Consuegra
- Fernando Fernández Martín
- Carmen Fraga Estévez
- Gerardo Galeote Quecedo
- José Manuel García-Margallo
- Salvador Garriga Polledo
- Cristina Gutiérrez-Cortines Corral
- María Esther Herranz García
- Luis Herrero-Tejedor
- Carlos Iturgaiz Angulo
- Antonio López-Istúriz White
- Florencio Luque Aguilar, poseł do PE od 7 kwietnia 2008
- Jaime Mayor Oreja
- Íñigo Méndez de Vigo
- Francisco Millán Mon
- Juan Andrés Naranjo Escobar, poseł do PE od 7 kwietnia 2008
- José Javier Pomés Ruiz
- José Salafranca Sánchez-Neyra
- Salvador Domingo Sanz Palacio, poseł do PE od 7 kwietnia 2008
- Alejo Vidal-Quadras Roca

Wybrani z listy Galeusca – Pueblos de Europa
- Josu Ortuondo Larrea (PNV)
- Joan Vallvé i Ribera (CiU), poseł do PE od 8 maja 2009

Wybrani z listy Zjednoczonej Lewicy
- Willy Meyer (IU)
- Raül Romeva (ICV)

Wybrani z listy Europa de los Pueblos
- Mikel Irujo Amezaga (EA), poseł do PE od 19 czerwca 2007

Byli posłowie VI kadencji do PE
- Joan Calabuig Rull (wybrany z listy PSOE), do 31 marca 2008, zrzeczenie
- Carlos Carnero González (wybrany z listy PSOE), do 27 maja 2009, zrzeczenie
- Rosa Díez (wybrana z listy PSOE), do 28 lipca 2007, zrzeczenie
- Ignasi Guardans i Cambó (wybrany z listy Galeusca – Pueblos de Europa), do 22 kwietnia 2009, zrzeczenie
- Bernat Joan (wybrany z listy Europa de los Pueblos), do 18 czerwca 2007, zrzeczenie
- Ana Mato Adrover (wybrana z listy PP), do 31 marca 2008, zrzeczenie
- Cristobal Montoro Romero (wybrany z listy PP), do 31 marca 2008, zrzeczenie
- Luisa Fernanda Rudi Ubeda (wybrana z listy PP), do 31 marca 2008, zrzeczenie
- María Isabel Salinas García (wybrana z listy PSOE), do 4 maja 2009, zrzeczenie
- Daniel Varela Suanzes-Carpegna (wybrany z listy PP), do 9 marca 2009, zrzeczenie
- María Elena Valenciano Martínez-Orozco (wybrana z listy PSOE), do 31 marca 2008, zrzeczenie